# 吳應宗
吳應宗，福建晋江人，明朝政治人物、進士出身。

## 生平
永樂十二年，福建甲午乡试中舉。永樂十三年，聯捷乙未科進士，授户部主事。